# Monte Natib
Monte Natib es un volcán inactivo y complejo de calderas situado en la provincia de Bataán, en el oeste de la isla de Luzón en Filipinas. El complejo volcánico ocupa la parte norte de la península de Bataán. La montaña y los espacios adyacentes que la rodean son una área protegida declarada como parque nacional Bataán en 1945.
El monte Natib es un estratovolcán, es el pico más alto de la caldera con una elevación de 1.253 metros (4.111 pies), y el complejo de la caldera tiene un diámetro de base global de 26 kilómetros (16 millas).